# گوی شبان
گوی‌شبان (به لاتین: Göyşaban، در دوره شوروی Oxlovka) یک منطقه مسکونی در جمهوری آذربایجان است که در شهرستان لنکران واقع شده‌است. گوی‌شبان ۳۰۳۸ نفر جمعیت دارد.

## ریشه واژه
نام پیشین آن گامیشوان (Gomuşavan) بود. این روستا هنوز در میان مردم بومی و اهالی این ناحیه به همین نام خوانده می‌شود.  این ناحیه در سده ۱۹ میلادی به صورت مرداب‌های بزرگ و نیزار بوده و گاومیش‌های فراوانی در اینجا نگهداری می شده است. از این رو نام روستا به این نام به معنای جای نگهداری گاومیش نامگذاری شده است. گامیشوان در زمان خانات تالش یک شبه جزیره بود که تنها راه باریکی به سوی لنکران داشت و از سویی دیگر به جزیره ساری می‌رسید. گامیشوان به عنوان یکی از پایگاه های نظامی میر مصطفی خان تالشی و میر حسن خان تالشی به شمار می‌رفت. پس از سقوط خان‌نشین تالش در نیمه دوم سده ۱۹ میلادی شماری از راهبان روس صومعه نوو آفون از شهر سوخومی در آبخاز به آن مهاجرت کردند و نام اولخوفکا را بر آن نهادند. اولخوف نام روسی نوعی گیاه جگن طلایی است که در این ناحیه می‌روید و روس‌ها از آن برای تولید ماهی نمک‌سود بهره می‌بردند.

## تاریخ
در کتاب‌های تاریخی از گامیشوان این‌گونه یاد شده است: گامیشوان از سه سو با دریا پیوسته است و از یک جانب به سوی لنکران طریقی بر خشکی دارد.